# Dorothy Shaver
Dorothy Shaver (Center Point, Arkansas, 29 de juliol de 1893 - Kingston, Estat de Nova York, 29 de juny de 1959) va ser una empresària estatunidenca, líder de la indústria de la moda, que convertí en un actiu, i la primera dona als Estats Units a dirigir una empresa multimilionària.
Dorothy Shaver era filla de Sallie Borden i James Shaver. El seu avi patern era oficial confederat i l'avi matern, editor de l’Arkansas Gazette. Quan tenia cinc anys, la família es va traslladar a Mena, Arkansas, i James Shaver va obrir un bufet d'advocats. La casa familiar, la Shaver House, està inclosa al Registre Nacional de Llocs Històrics des de 1979.
Shaver es va graduar a l'escola secundària el 1910 als 17 anys. Després va obtenir un certificat d'ensenyament de la Universitat d'Arkansas. Va tornar a Mena i va començar a fer de mestra. La seva carrera docent va acabar sobtadament el maig de 1914, quan la junta local es va negar a renovar els contractes de Shaver i altres tres mestres solteres perquè havien assistit a un ball sense acompanyants.

## Carrera professional
El 1916, Shaver i la seva germana petita Elsie es van traslladar a Chicago, on Dorothy va estudiar literatura anglesa a la Universitat. Un any més tard, les germanes es van traslladar a la ciutat de Nova York. L'Elsie va començar a fer nines amb embenat de cotó pintat en colors pastel. Inspirada per l'èxit de la nina Kewpie, Dorothy Shaver va començar a vendre cinc versions diferents de les nines d'Elsie's Little Shaver. Un executiu de Lord & Taylor i cosí llunyà anomenat Samuel Reyburn va quedar impressionat per les nines i va ajudar les germanes a muntar un taller de producció de nines durant els següents quatre anys.
Samuel Reyburn va contractar Dorothy Shaver per dirigir l'Oficina de Comparació a Lord & Taylor el 1921, a la Cinquena Avinguda de la ciutat de Nova York. Un any més tard, va establir un servei de decoració d'interiors a Lord & Taylor i després va organitzar una Oficina d'Estilistes; Shaver va entrar a formar part de la junta directiva de la botiga el 1927.

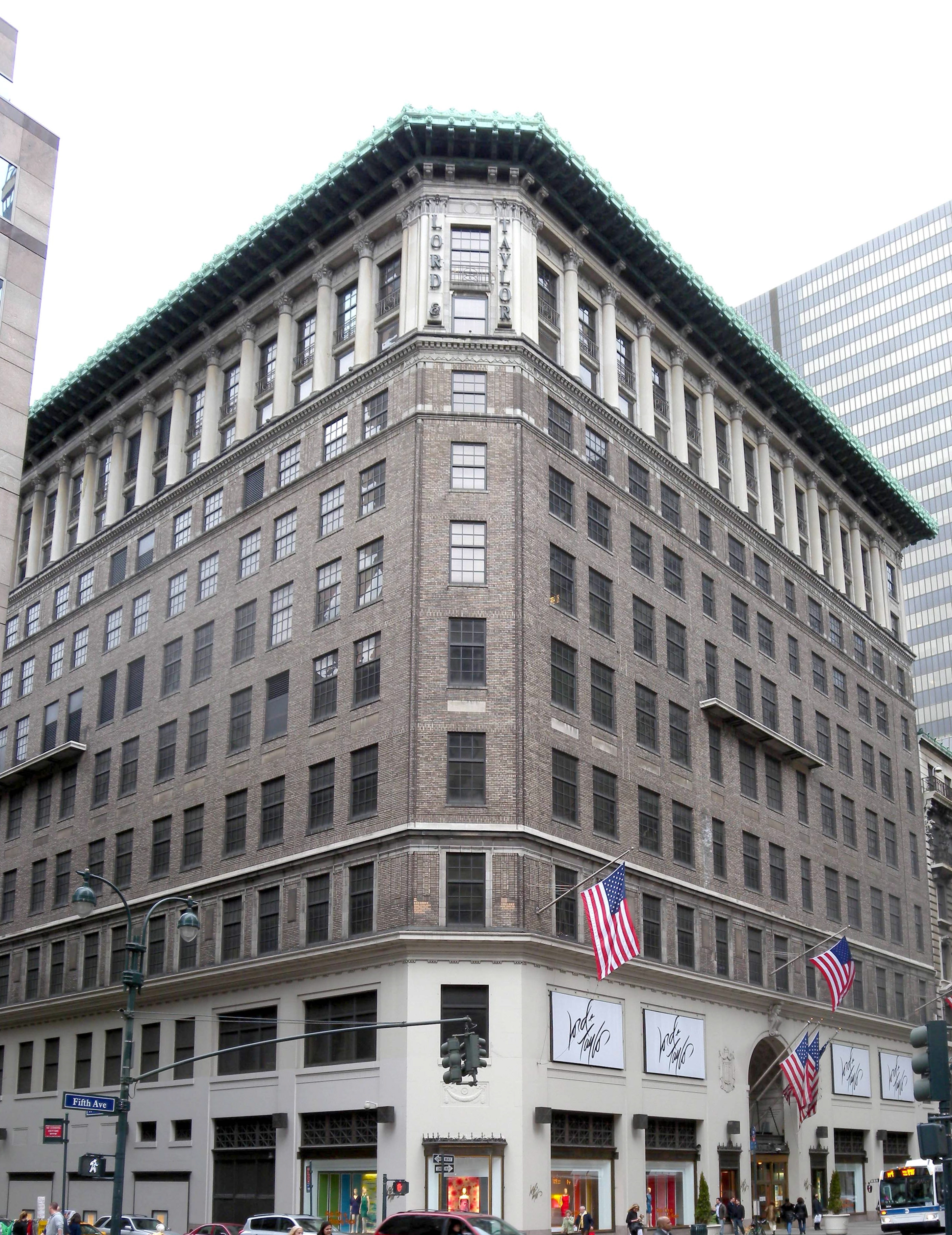
L'edifici Lord & Taylor

El 1928, Shaver va muntar l'Exposició d'art decoratiu francès modern a Lord & Taylor com una derivada de l'Exposició Internacional d'Arts Decoratives i Indústries Modernes celebrada a París el 1925 i en la qual els Estats Units no havien participat. A més de mobles i articles per a la llar, Shaver's Exposition incloïa pintures d'artistes com Picasso, Utrillo i Derain.
Després d'haver sorprès els mitjans de comunicació amb el seu disseny francès, Shaver es va centrar en el disseny nord-americà. El 1929, va contractar Neysa McNein i altres artistes estatunidenques per crear teixits amb temes americans per a Lord & Taylor.
Shaver es va convertir en una de les membres fundadores de The Fashion Group, el febrer de 1931, una organització de networking per a dones de la indústria de la moda. Altres membres fundadores van ser Elizabeth Arden i Helena Rubinstein.
El 1932, Shaver va crear el programa «American Look» per promoure els dissenyadors i dissenyadores de moda nord-americanes. Entre 1932 i 1939, el programa «American Look» comptava amb més de seixanta membres, entre els quals Clare Potter, Merry Hull, Nettie Rosenstein i Lilly Dache. Les línies de roba tenien un preu moderat, estaven ben construïdes, era roba esportiva, senzilla i versàtil. Si París i Europa eren el bressol de l'alta costura, els Estats Units podien arribar a ser el model de la roba esportiva, informal, casual, apta per al dia a dia, asequible. I aquesta és una proposta que Dorothy Shaver va saber fer i que encara preval.
Shaver va succeir Walter Hoving com a presidenta de Lord & Taylor el 1945, amb un sou de 110.000 dòlars, el sou més alt registrat per a una dona nord-americana en aquell moment, tot i que era una quarta part del que guanyaven alguns directors generals masculins similars.
El 1947, Life Magazine va nomenar Shaver «la dona número 1 de la carrera nord-americana». En aquell moment, estava gestionant un negoci de 40 milions de dòlars. Shaver va exercir com a presidenta de Lord & Taylor fins a la seva mort el 1959, quan les vendes havien arribat als 100 milions de dòlars anuals.

## Dissenyadors promocionats
Entre els dissenyadors promoguts per Shaver, la roba i complements dels quals es venia a Lord & Taylor, hi haviaː
- Lilly Dache
- Elizabeth Hawes
- Merry Hull
- Muriel King
- Claire McCardell[17]
- Vera Maxwell
- Norman Norell
- Clare Potter
- Nettie Rosenstein
- Pauline Trigere